# Hoplitis loreicornis
Hoplitis loreicornis là một loài Hymenoptera trong họ Megachilidae. Loài này được Benoist mô tả khoa học năm 1934.